# Zeltdachkirche
Eine Zeltdachkirche ist ein variantenreicher Kirchenbautyp mit einem polygonalen Zeltdach, also mindestens drei gegeneinander geneigten Dachflächen und meist offenem Dachstuhl, das im Wesentlichen ohne Stützen auskommt. Dadurch ergibt sich in der Außen- und Innenansicht der Eindruck eines Zeltes. Nur selten wird der Blick nach oben durch einen „Himmel“ begrenzt. Die dreieckigen oder unregelmäßigen Dachflächen können eben oder (auf der Unterseite) konkav sein; im Extremfall handelt es sich um „Nurdachkirchen“, bei denen die Dachflächen bis auf den Boden heruntergezogen sind. In diesem Fall spricht man auch von einer Zeltkirche.

## Formen
Ältere Beispiele für historische Zeltdachkirchen sind die von der asiatischen Architektur beeinflussten russischen Turmkirchen mit einem regelmäßig-vieleckigen oder oktogonalem Turm als zentralem Bauelement, der durch charakteristische Dachschuppen oder tiefe Einschnitte dekoriert ist. Diese pyramidenförmigen Zeltdachkirchen werden „Schatior“ (russ.: Шатёр) genannt.

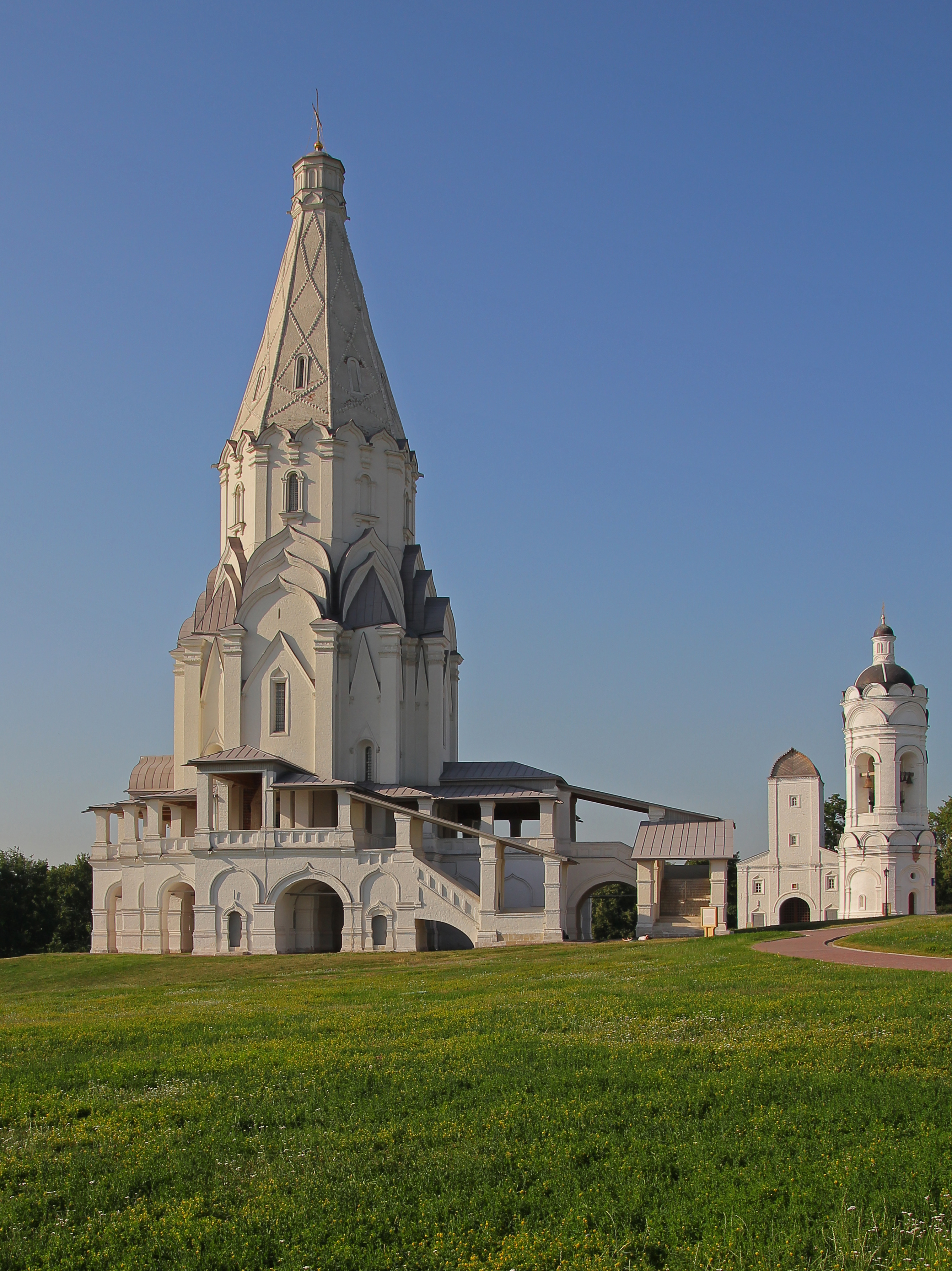
Christi-Himmelfahrts-Kirche, Schatior in Kolomenskoje, 1532
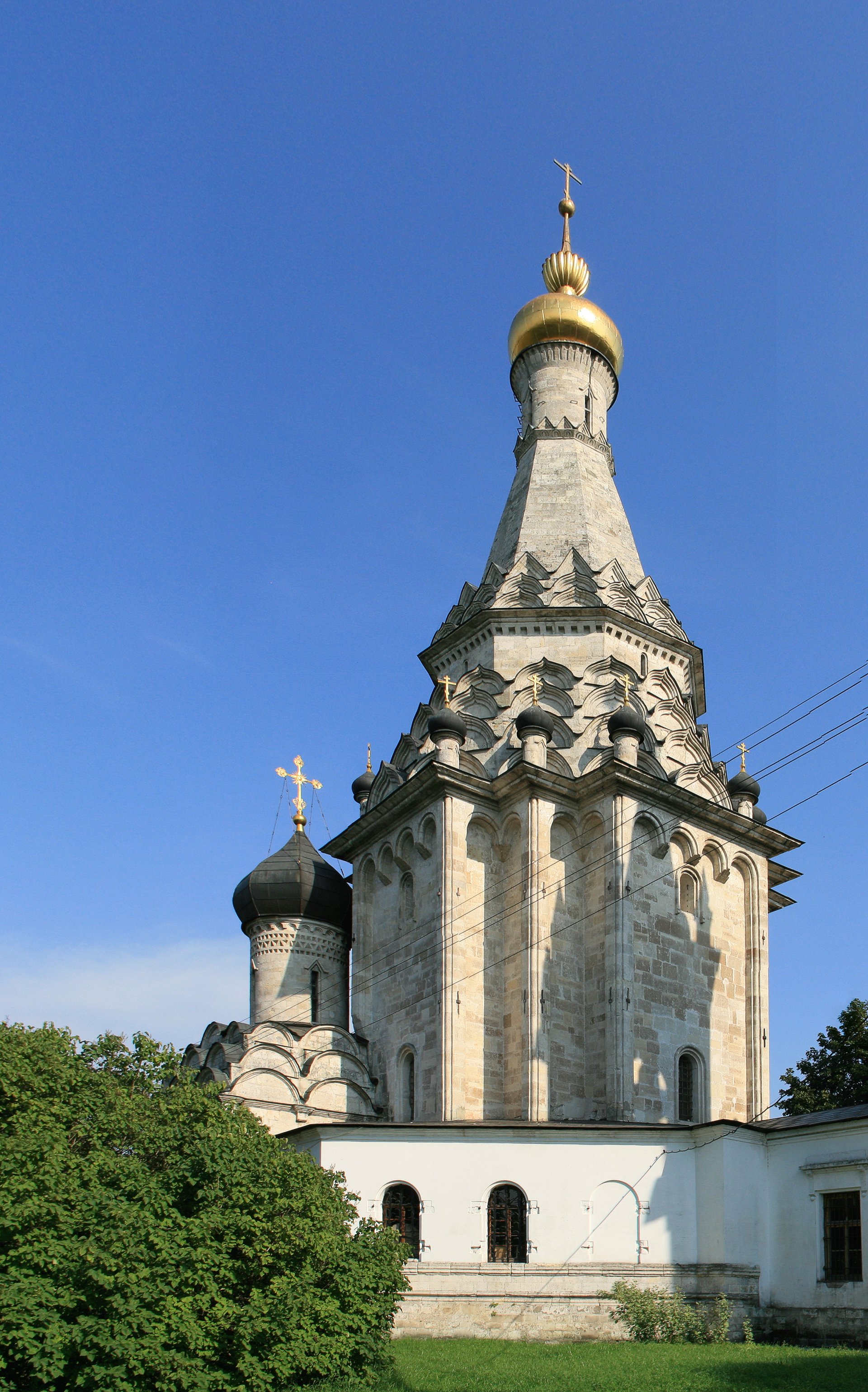
Verklärungskirche, Ostrow, Oblast Moskau, 1646
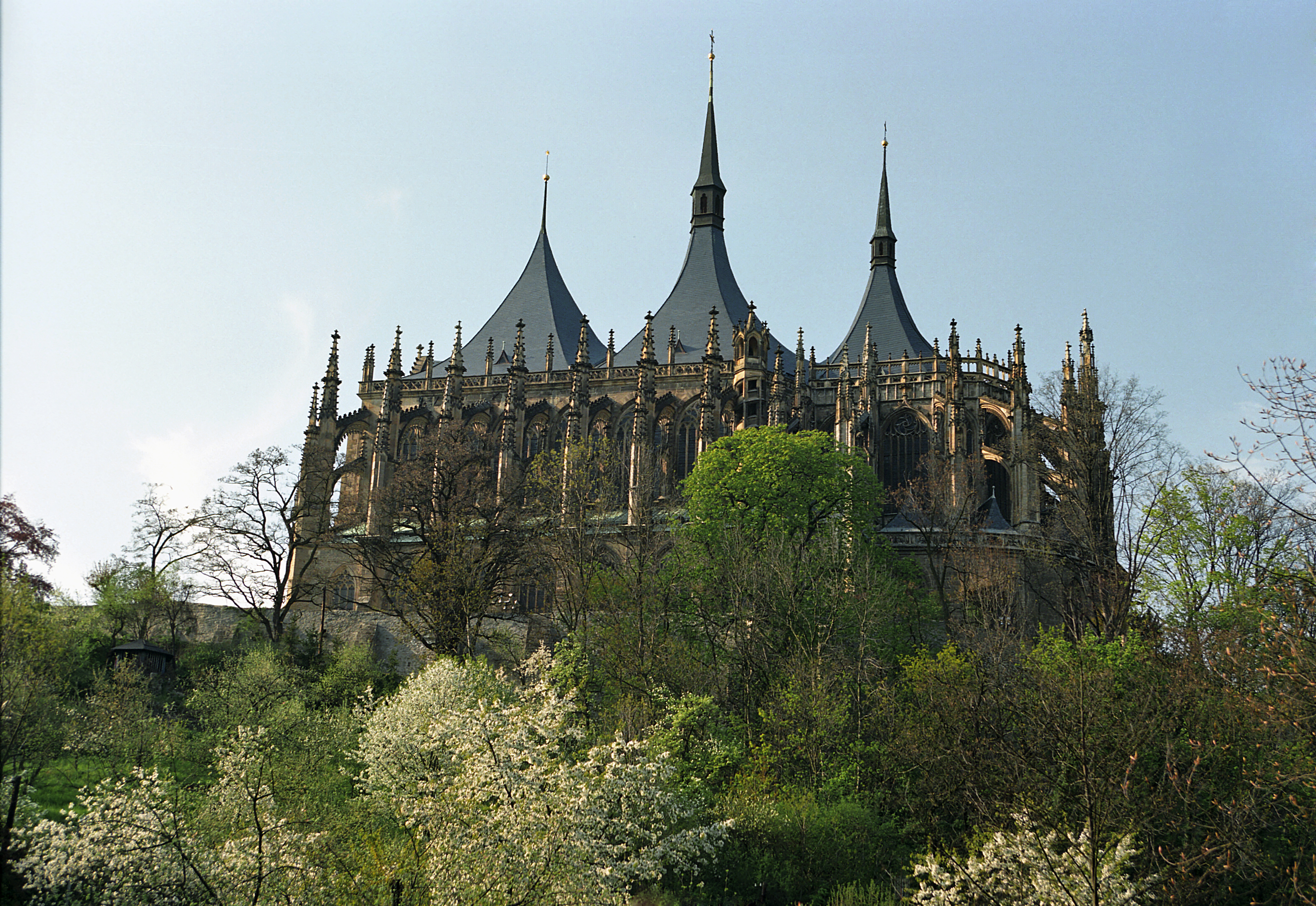
Dom der heiligen Barbara, Kutná Hora, Tschechien, 14./15. Jh., Zeltdach 19. Jh.
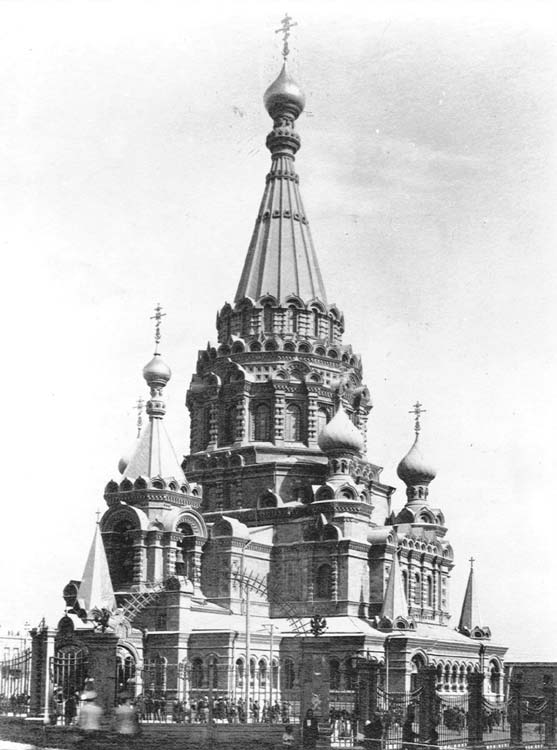
Alexander-Newski-Kathedrale (Baku), 1898, 1936 abgerissen
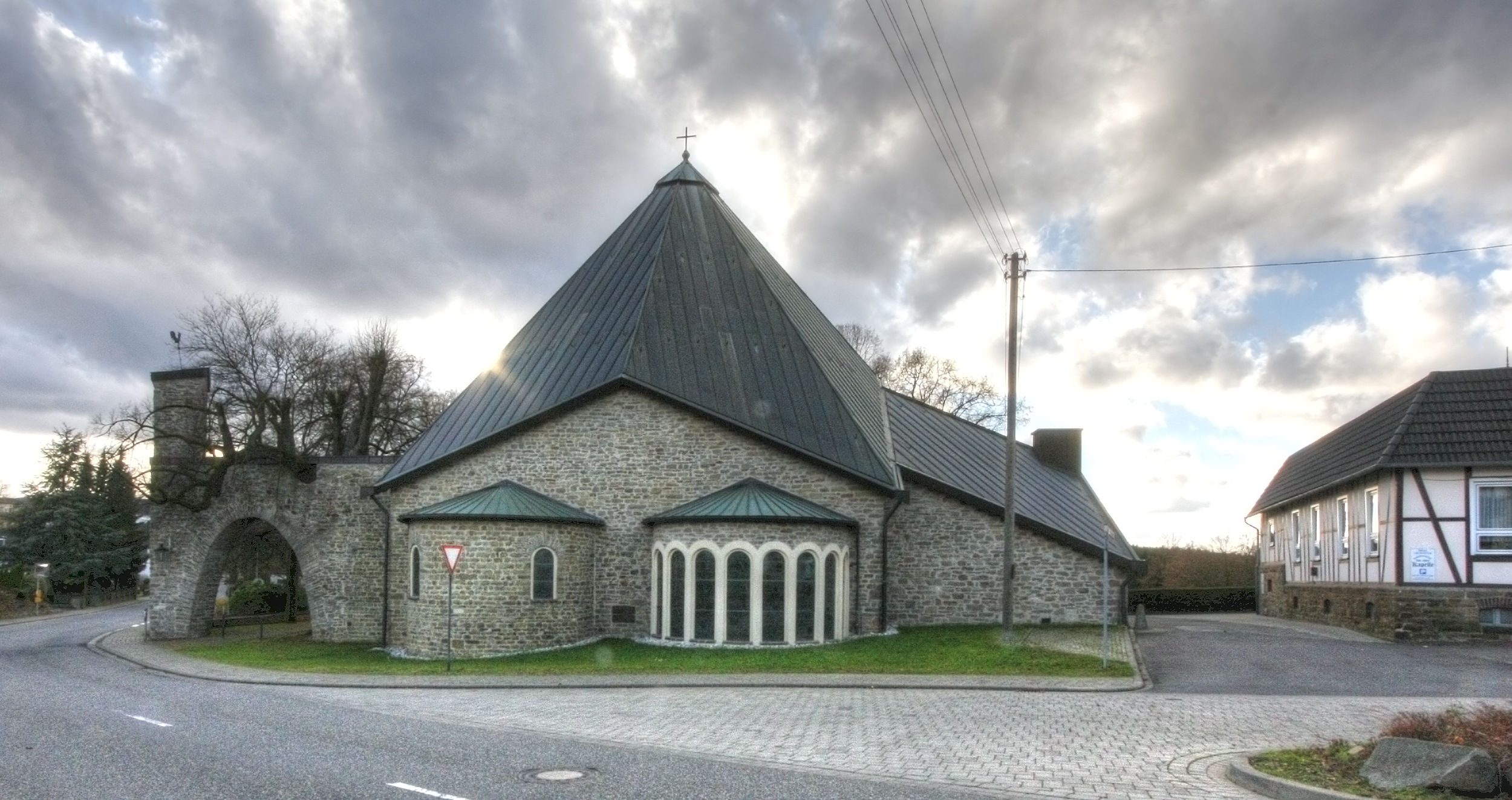
St. Elisabeth (Birken-Honigsessen), 1929/30
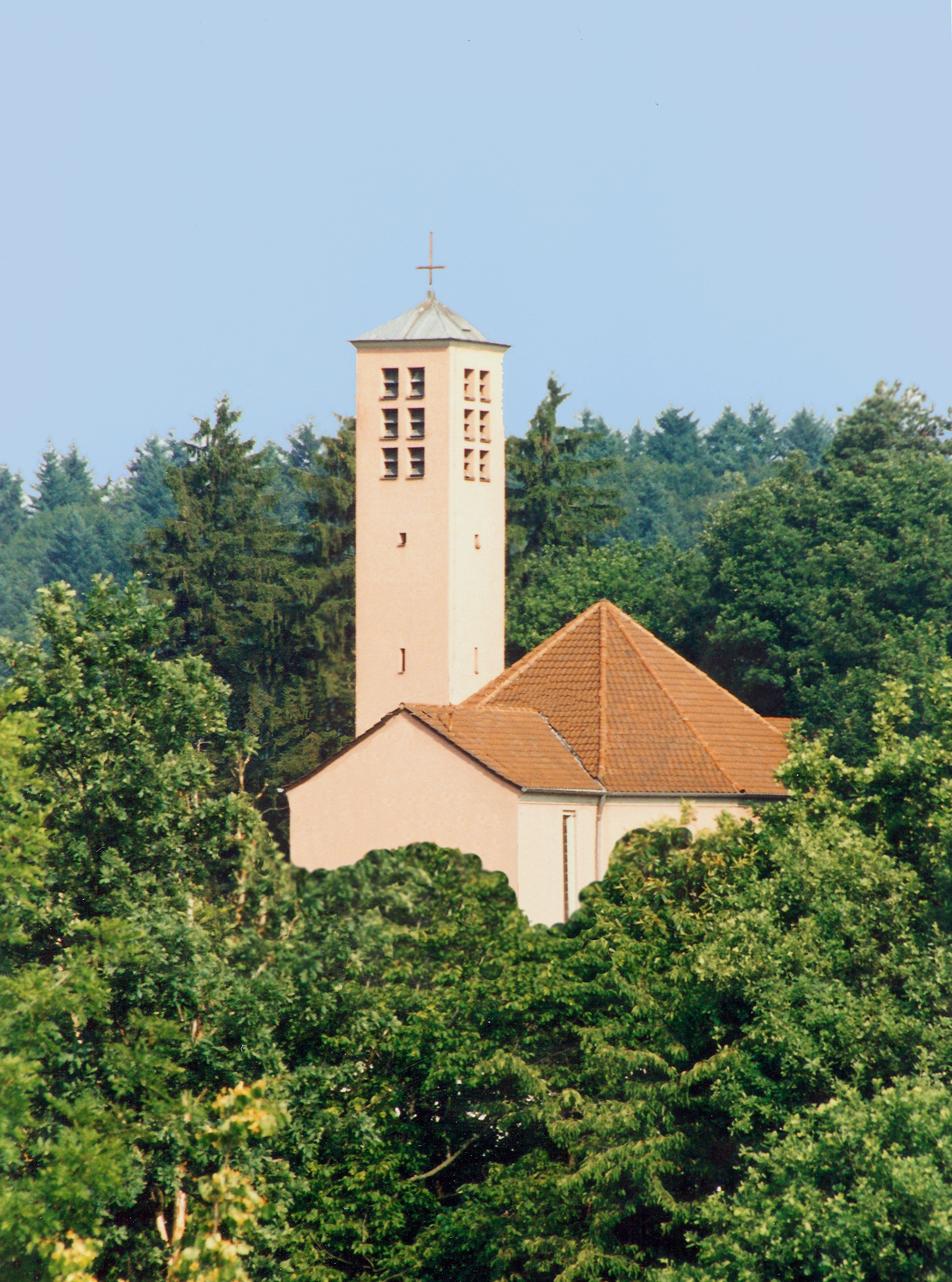
Herz-Jesu-Kirche (Weinheim-Oberflockenbach), 1957
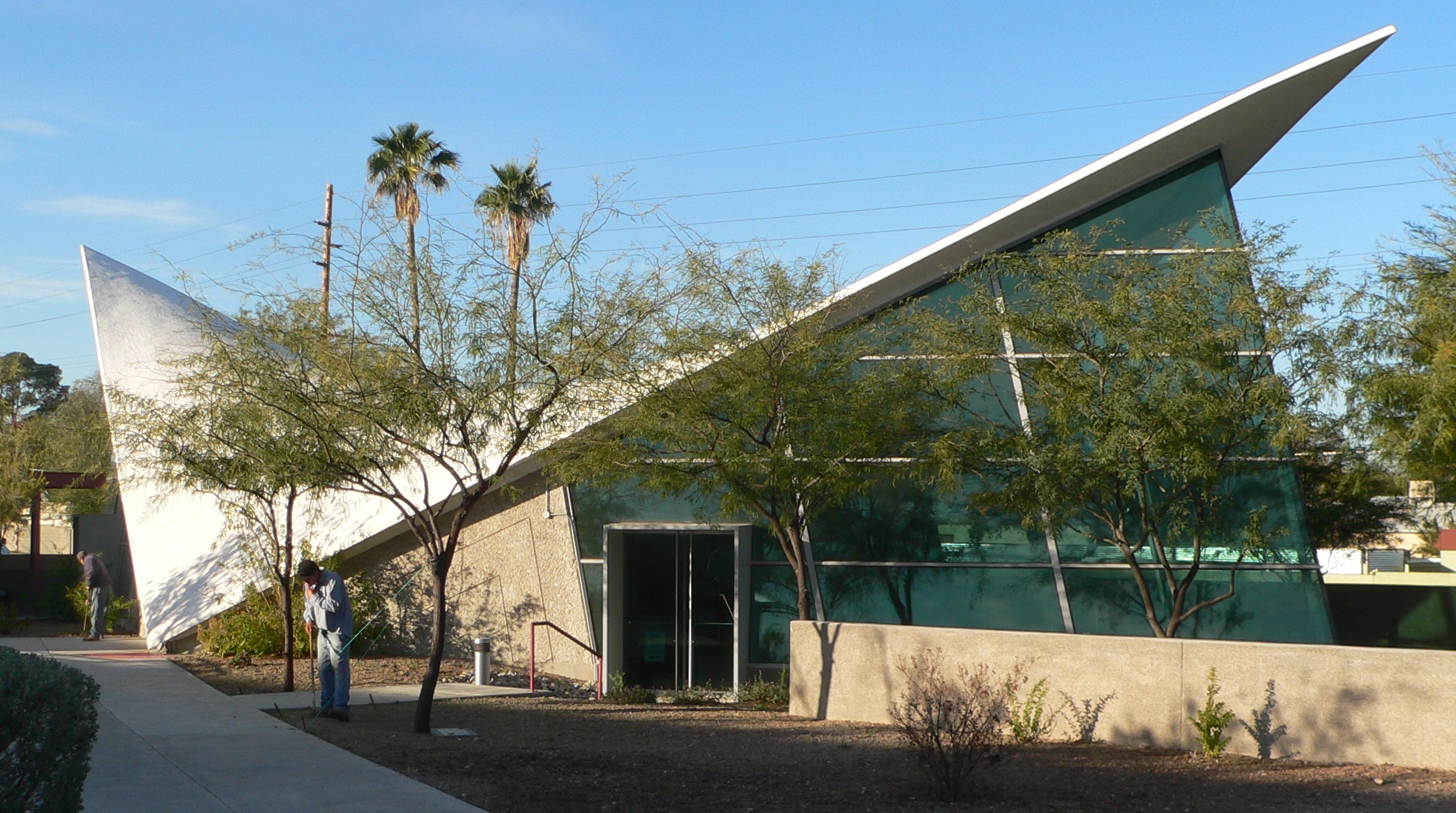
Catalina American Baptist Church, Tucson, Arizona, 1960/61
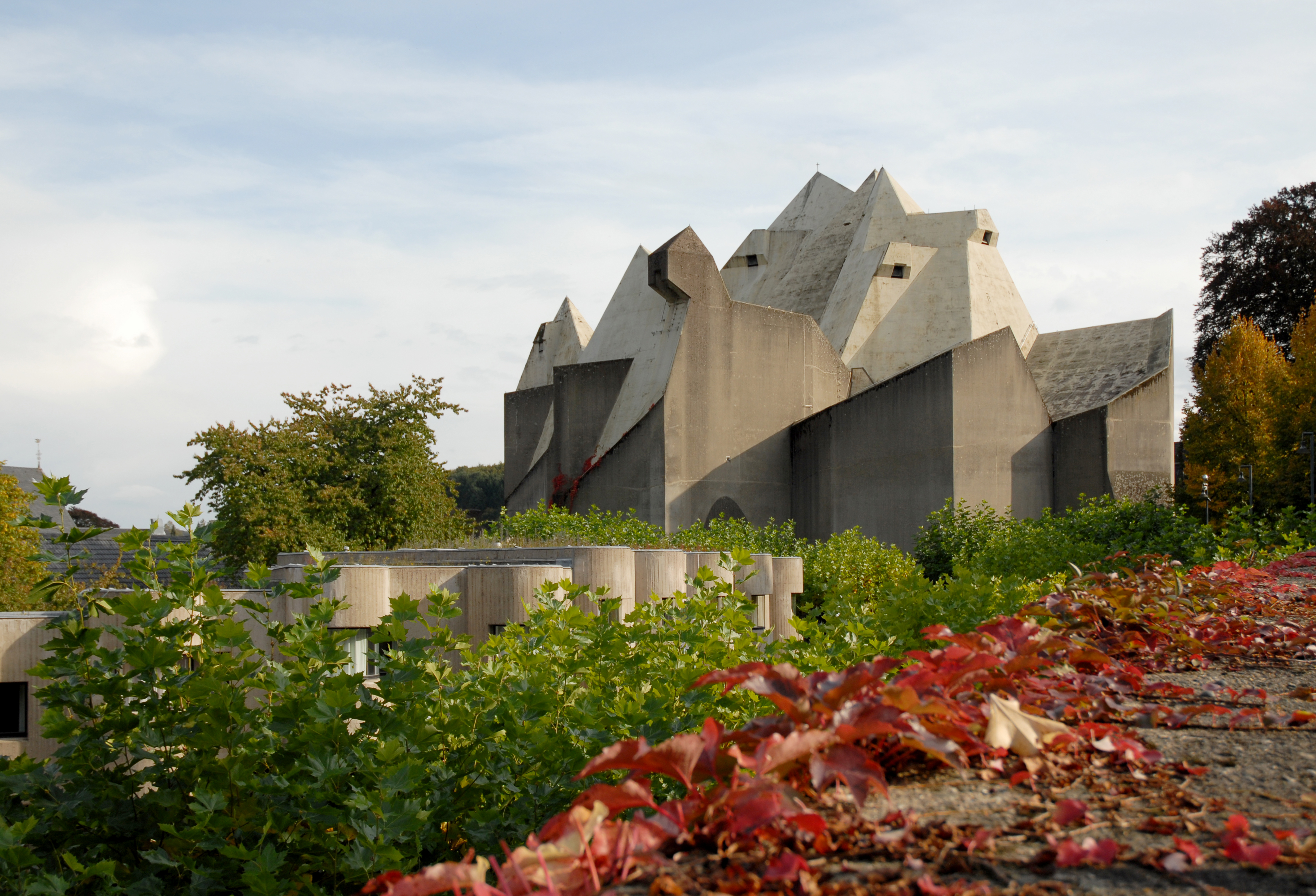
Wallfahrtsdom von Neviges, 1963–1972
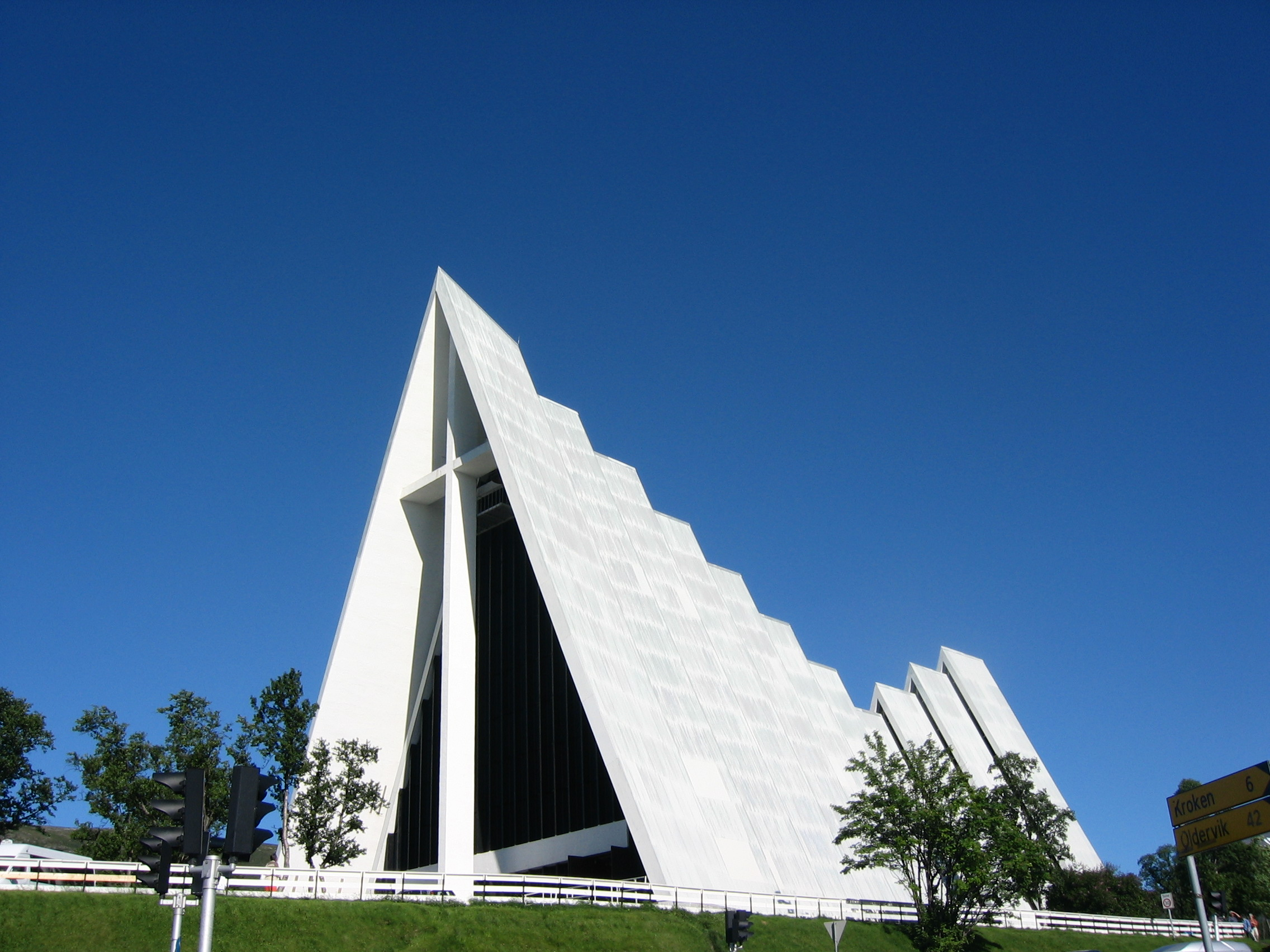
Tromsdalen kirke (Eismeerkathedrale) in Tromsø, 1965
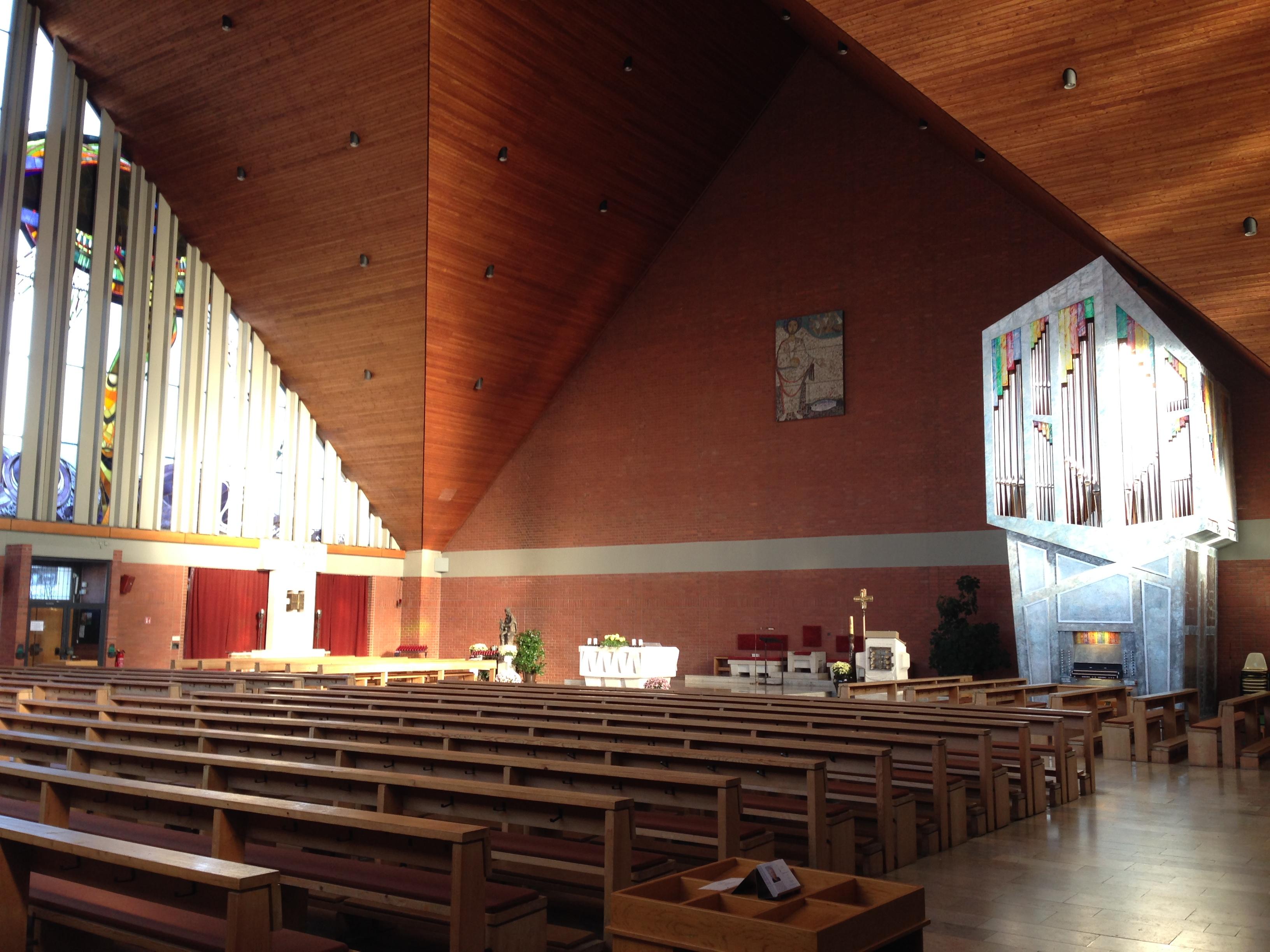
Innenraum St. Bartholomäus in Geigant, 1966–1969
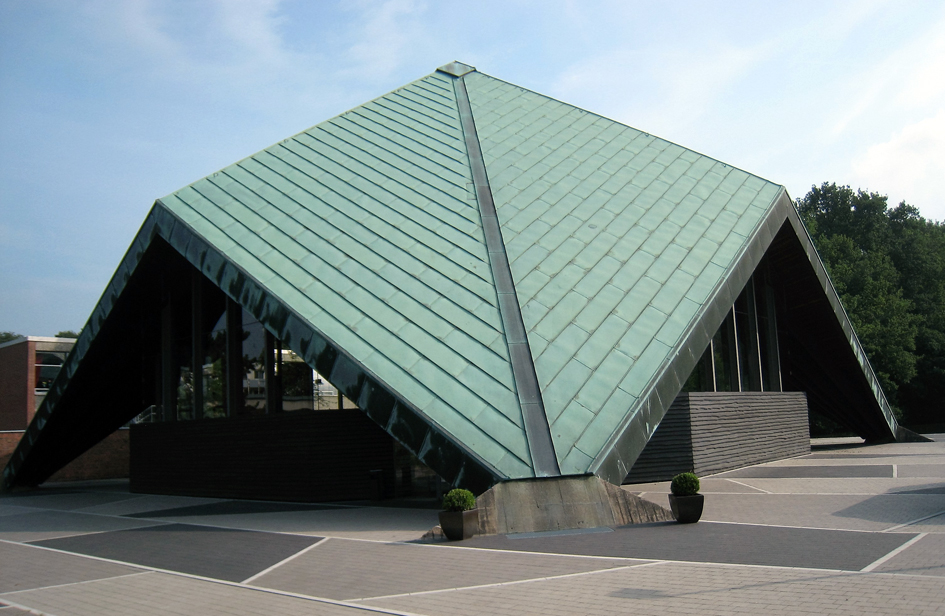
Zeltkirche Kippekausen, 1967

Die erste moderne deutsche Zeltdachkirche ist die Katholische Pfarrkirche St. Elisabeth, ein unter Einbeziehung älterer Gebäudeteile errichteter quadratischer Bruchsteinbau von 1929/30 nach Entwürfen von Dominikus Böhm in Birken-Honigsessen.
Die Verbreitung des Zeltdachkonzepts in der Moderne hängt mit liturgischen Erneuerungstendenzen zusammen, durch die die Gemeinde in den Mittelpunkt gerückt wurde, aber auch mit neuen konstruktiven Möglichkeiten wie dem Bau von Schalentragwerken aus Beton (siehe etwa die Catalina American Baptist Church) oder leichten Flächentragwerken aus Holz.